# 14.º distrito congresional de Carolina del Norte
El 14.° distrito congresional de Carolina del Norte será un nuevo distrito congresual en la Cámara de Representantes de los Estados Unidos, creado como resultado del censo de 2020. El distrito estará posicionado al este de Charlotte. Fue elaborado por un panel de tres jueces del Tribunal Superior del condado de Wake. Las ciudades que incluirá el distrito son, además de Charlotte; Gastonia, Mount Holly y Belmont.